# 에드삭

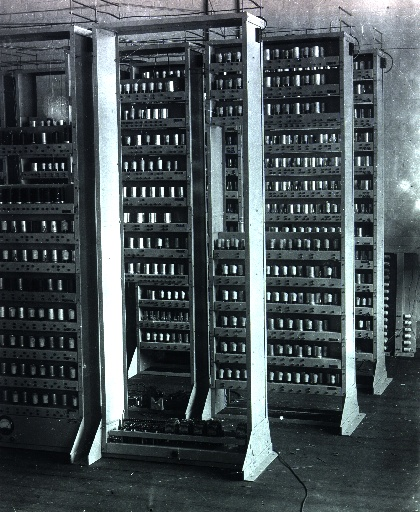
에드삭

에드삭(EDSAC : Electronic Delay Storage Automatic Calculator)은 영국에서 개발된 초기 컴퓨터이며 최초의 컴퓨터들 가운데 하나이다. 이 컴퓨터는 존 폰 노이만의 EDVAC 보고서로부터 영향을 받았는데 영국의 케임브리지 대학교 수학 실험실(University of Cambridge Mathematical Laboratory)의 모리스 윌크스 교수 팀이 만들었다.
에드삭은 최초의 프로그램 내장 컴퓨터는 아니었으나 세계 최초의 실용적 프로그램 내장 전자식 컴퓨터였으며, 영국 회사인 J. Lyons & Co. Ltd.에 의해 지원을 받아 개발되었다. 에드삭은 1949년 5월 6일에 첫 프로그램을 실행하였는데 제곱표과 소수 목록을 계산하였다.

## 같이 보기
- 에니악